# 추메브
추메브(아프리칸스어: Tsumeb)는 나미비아 북부에 위치한 도시로, 인구는 44,113명이며 오시코토 주에서 가장 큰 도시이다. 이전까지는 오시코토 주의 주도였지만 2008년 주도가 주 북부에 위치한 오무티야로 이전되었다. 나미비아 북부 지방의 관문 역할을 하며 에토샤 염호 등 관광의 거점 지역이기도 하다. 추메브에서 서쪽으로 40분 떨어진 호바에는 세계에서 가장 큰 운석인 호바 운석이 있다.
주요 산업은 광업이며 광산이 있어서 채굴과 제련이 주를 이룬다. 추메브 광산에서는 구리 이외에 금, 은, 납, 비소, 게르마늄 등 많은 광물이 채굴된다.
추메브는 나마어로 "이끼가 나는 곳" 또는 "개구리가 나는 곳"을 뜻하는데 이는 구리 채굴이 시작되기 이전에 땅에 드러난 부분이 산화동의 녹색빛을 띠기 때문에 붙여진 이름이다. 1905년 독일이 추메브를 건설했다.
남쪽으로는 트랜스나미브 철도가 지나가며 국도 B1호도 이 곳을 지나간다.